# Luigi Gedda
Luigi Gedda (Venezia, 23 ottobre 1902 – Roma, 26 settembre 2000) è stato un medico, attivista e editore italiano, dirigente e poi presidente dell'Azione Cattolica nel primo dopoguerra, fondatore e primo presidente nazionale del Centro Sportivo Italiano. In rapporti con l'eugenetica ex-nazista fino alla collaborazione con l'associazione internazionale razzista anglo-americana IAAEE. Inoltre fondò la Società Operaia e l'International Society for Twin Studies, per lo studio della gemellologia.

## Biografia
Medico e genetista, spese la sua vita tra la fede e l'impegno sociale e politico.
Laureato in Medicina a Torino nel 1927, insegnò alla Sapienza - Università di Roma dal 1960, dove ottenne una cattedra di genetica medica, creata appositamente per lui.
Fu presidente centrale della Gioventù Italiana di Azione Cattolica (GIAC) dal 1934 al 1946, presidente degli Uomini di Azione Cattolica dal 1946 al 1949, papa Pio XII lo volle presidente generale di tutta l'associazione in sostituzione di Vittorino Veronese,  dal 1952 al 1959. Nel 1937 fu tra i fondatori della casa editrice AVE (Anonima Veritas Editrice), che pubblicò il famoso giornale a fumetti Il Vittorioso. Lo stesso Gedda fu direttore della rivista dal 1939 al 1947.
Nel 1938 è stato tra le 360 personalità ed intellettuali, che aderirono pubblicamente al manifesto in difesa della razza; inoltre per l'opposizione di Guido Landra «a incroci di ariani con semiti e camiti», era intervenuto in sua difesa.
(Luigi Gedda, A proposito di razza, Vita e Pensiero, settembre 1938)
Il 3 settembre 1942 fondò la «Società Operaia», associazione laicale avente per scopo "la santificazione personale dei suoi membri attraverso l'approfondimento del Mistero dell'agonia di Cristo nel Getsemani". L'associazione verrà eretta ad associazione di diritto pontificio con decreto del Pontificio Consiglio per i Laici del 19 marzo 1981. Nell'agosto del 1943 propose ufficialmente a Pietro Badoglio che la direzione degli enti e delle organizzazioni di massa create dal fascismo passasse nelle mani di personale proveniente dall'Azione Cattolica. La proposta fu superata dall'incalzare degli avvenimenti che portarono all'armistizio dell'8 settembre.
Nel 1944 Gedda fondò a Roma il Centro Sportivo Italiano, Ente di Promozione Sportiva che rinasceva dalle ceneri della Federazione delle associazioni sportive cattoliche italiane, e del quale restò presidente nazionale fino al 1960.
Caduto il fascismo, nel 1946 venne proclamata la Repubblica e nel 1948 si tennero le prime elezioni del Parlamento. Si fronteggiarono due blocchi: uno cristiano, guidato dalla Democrazia Cristiana, ed uno social-comunista (Fronte Democratico Popolare). Gedda organizzò la propaganda elettorale democristiana. Due mesi prima delle elezioni creò in ogni diocesi gruppi di sostenitori incaricati di mobilitare gli elettori cattolici. Divennero noti come "Comitati Civici". Alle elezioni politiche del 18 aprile la DC ottenne 12.741.299 voti, quattro milioni in più di quelli che la votarono nel 1946. Nel 1952 Gedda divenne presidente dell'Azione Cattolica Italiana e nominò come direttore generale dei Comitati Civici Ugo Sciascia, che ne divenne anche il portavoce politico. Assieme all'assistente ecclesiastico padre Lucio Migliaccio, Sciascia costituì il direttorio operativo e attivistico dei Comitati Civici, in costante coordinamento con Gedda.
Per suo volere negli anni cinquanta furono costruiti due santuari: il Complesso del Getsemani a Casale Corte Cerro (VB) e il santuario del Getsemani a Capaccio Paestum (SA). Entrambe le strutture furono progettate dall'architetto Ildo Avetta.
Avvicinatosi alla frangia curiale di monsignor Roberto Ronca, aderì al partito romano: quando 1952 si tennero le elezioni al Comune di Roma, dato che il Papa temeva un successo elettorale delle forze social-comuniste, Gedda, ancora in prima linea, fu coinvolto nell'idea di un'alleanza politica tra DC, Movimento Sociale Italiano (caldeggiato dagli ambienti più fortemente anticomunisti) e partito monarchico, una coalizione guidata da don Luigi Sturzo. Ma l'operazione Sturzo - la paternità della quale va attribuita a monsignor Ronca - fallì soprattutto per la ferma opposizione di Alcide De Gasperi. La coalizione a guida democristiana uscì comunque vittoriosa dalle urne senza l'apparentamento con l'MSI.
Come studioso di gemellologia, insieme a Luisa Gianferrari fondò nel 1951 la Società Italiana di Genetica Medica (oggi confluita nella SIGU)  presieduta da Carlo Foà, dal 1952 fondò e diresse per un anno la rivista Acta Geneticae Medicae et Gemellologiae durata fino al 1978, poi dal 1979 continuava a Cambridge. L'anno seguente, in occasione del Primum Symposium Internationale Geneticae Medicae patrocinato da papa Pio XII,  parteciparono Hans Grebe, Otmar von Verschuer e Franz Kallmann, famosi per essere stati conniventi col regime nazista e già presenti nel comitato scientifico della rivista. Ritornavano per il II Congresso di Genetica Umana diretto sempre da Gedda a Roma; nel settembre del 1961.  Nello stesso periodo inaugurava l'Istituto di Genetica Medica e Gemellologia Gregorio Mendel e con la filiale Luigi Gedda Institute of Medical Genetics & Twin Research in Israele dal 1979 (sempre con Ildo Avetta); nel quale rimarrà impegnato fino al 1999.
Nel 1953 uno scandalo politico-accademico che contrapponeva l’area cattolica alla componente dei genetisti professionisti laici segnava il suo esordio nel campo della genetica. In giugno l’allora ministro alla Pubblica Istruzione Antonio Segni, nella selezione delle commissioni giudicatrici per l’abilitazione alla libera docenza in genetica umana, aveva consultato la Sezione I del Consiglio Superiore. Successivamente però nominava una sua alternativa, nei cui membri effettivi era composta da: Luigi Gedda, Luisa Gianferrari e Giovanni Guglielmo e come membri supplenti da: Alfonso Giordano (unico non epurato) e Giovanni Dell’Acqua. Il 4 luglio, il consiglio della Facoltà di Medicina e Chirurgia dell’Università di Torino approvava una mozione di condanna. Dopo aver chiesto un ripensamento con una lettera del 15 luglio, il 27 agosto Claudio Barigozzi e Adriano Buzzati-Traverso facevano ricorso al Consiglio di Stato; a dicembre invece Giuseppe Montalenti denunciava l'accaduto direttamente al Capo dello Stato. Secondo i tre genetisti il dolo si ravvisava nella falsa applicazione e nella violazione dell’articolo 3 della legge n. 188 del 1953, mentre con una memoria difensiva del 23 marzo 1954, l’Avvocatura generale dello Stato si costituiva col ministero. In sede giurisdizionale, ad aprile la sesta sezione del Consiglio di Stato annullava il "decreto Segni" del giugno 1953 e dava ragione al ricorso dei genetisti. Alcuni giorni dopo sull’Unità, un articolo in notevole evidenza titolava: -Gedda bocciato-.
Nel 1954 Luigi Gedda costrinse Mario Rossi a rassegnare le dimissioni da presidente centrale dei giovani d'Azione Cattolica, contro la volontà di mons. Giovanni Battista Montini, allora Sostituto alla Segreteria di Stato Vaticana. Fu sostenuto in questo dai cardinali conservatori Adeodato Piazza, Alfredo Ottaviani e Giuseppe Pizzardo.
Il 19 novembre 1959 l'Università di Roma firmava una convenzione per l'istituzione di una cattedra di genetica medica. Costava 3.200.000 di lire all'anno a carico dell’ONMI; la Società Immobiliare San Tommaso Apostolo, che era l’ente gestore e proprietario dell’Istituto Gregorio Mendel, offriva la sede. Nella commissione che aveva assicurato la vittoria a Gedda non vi era nessuno titolare di genetica.
Da Presidente del Comitato Medico-Scientifico dei Giochi della XVII Olimpiade, sottopose agli atleti del villaggio olimpico un variegato questionario (razza d'appartenenza, dati antropometrici, se fumatore-bevitore, temperamento sessuale, ecc.), per dimostrare "l'ereditarietà del talento sportivo". All'iniziativa rispose solo il 20% degli atleti, in più diverse delegazioni protestarono (quella britannica in testa); provocando reazioni negative sulla stampa internazionale.
Dal 1961, era nella rivista razzista «The Mankind Quarterly» come honorary advisory board, dell'«International Association for the Advancement of Ethnology and Eugenics», dal 1966 nel «Permanent Committee for the International Congresses of Human Genetics»; nel 1967 insieme a Corrado Gini contribuiva al Race and Modern Science in opposizione alla Dichiarazione dell'UNESCO sulla razza.
Nel 1962, per lo studio Il meticciato di guerra e altri casi (pubblicato due anni prima), lo scienziato genetista Leslie C. Dunn sulla rivista scientifica «The Eugenics Review» accusava esplicitamente Gedda di razzismo.
Nel 1972, assieme a Gabrio Lombardi, Ugo Sciascia e ai Comitati Civici, fu tra i promotori del referendum sul divorzio; l'iniziativa referendaria, appoggiata, tra gli altri, dall'allora segretario della DC Amintore Fanfani, mirava ad abrogare la legge sul divorzio, ma non raggiunse l'obiettivo perseguito dai suoi sostenitori, visto che il referendum confermò la legge in vigore. Nel 1974 fondò l'International Society for Twin Studies, per lo studio della gemellologia.
Morì a Roma il 26 settembre 2000 all'età di quasi 98 anni.
In data 24 ottobre 2003 il Ministero per i Beni e le Attività Culturali riconobbe di notevole interesse storico il suo archivio personale.

## Opere
- Luigi Gedda, Relié - Studio dei gemelli, Roma, Orizzonte Medico edizione, 1951.
- Luigi Gedda, Spiritualità della famiglia, Milano, Massimo, 1952.
- Luigi Gedda, Lo sviluppo storico dell'Azione Cattolica Italiana, Roma, Roma, 1954.
- Luigi Gedda, Novant'Anni Delle Leggi Mendeliane, Roma, Istituto Gregorio Mendel, 1956.
- Luigi Gedda, Angelo Serio, Adriana Mercuri, Il meticciato di guerra e altri casi, Roma, Istituto Gregorio Mendel, 1960.
- Luigi Gedda, Twins in History and Science, Springfield, Charles C Thomas Pub Ltd, 1961, ISBN 978-0398006624.
- Luigi Gedda, Gianni Brenci, Cronogenetica, l'eredità del tempo biologico, Milano, Mondadori, 1974.
- Luigi Gedda, CONSIDERAZIONI DI UN MEDICO SUI METODI ANTICONCEZIONALI, Roma, Cor Unum, 1980.
- Luigi Gedda, Spiritualità getsemanica, Milano, Massimo, 1992, ISBN 8870305481.
- Luigi Gedda, Getsemani. Meditazioni per l'uomo d'oggi, Milano, Massimo, 1995, ISBN 8870305767.
- Luigi Gedda, 18 aprile 1948, Milano, Mondadori, 1997, ISBN 8804434015.
- Luigi Gedda, Immagine di Mary, Milano, San Paolo, 2005, ISBN 8821554651.